# Cuarta Edad del Sol

Geografía esquemática de Arda durante la Cuarta Edad del Sol.

La Cuarta Edad del Sol (también llamada simplemente Cuarta Edad y abreviado C. E.) es un periodo ficticio acontecido dentro del legendarium del escritor británico J. R. R. Tolkien.
El 29 de septiembre de 3021 T. E. se hace a la mar, rumbo a las Tierras Imperecederas, el barco en el que viajaban los Guardianes de los Tres Anillos Élficos, junto con Bilbo Bolsón y Frodo Bolsón, y oficialmente es el final de la Tercera Edad. La Cuarta Edad, que comienza entonces, es la era del dominio de los Hombres.
Durante la Cuarta Edad, se marchan gran parte de los Elfos que aún habitaban en la Tierra Media, pues su tiempo había pasado y su mengua era cada vez mayor. Por otro lado, los demás "Pueblos Parlantes" también entran en declive y se van escondiendo (cosa que sucede con los Enanos y los Hobbits).

## Acontecimientos principales
Solo han llegado registros de algunos acontecimientos que tuvieron lugar al principio de esta Cuarta Edad. Los más relevantes de ellos son los siguientes: 
- En el año 6 C. E. (año 1427 según el Cómputo de La Comarca) Sam es elegido alcalde de La Comarca, mientras que el Rey Elessar promulga un edicto según el cual se prohíbe a los hombres que entren en La Comarca, que se convierte en un país libre, bajo su protección.

- En el año 11 C. E., Merry se convierte en Señor de los Gamos y dos años más tarde Pippin pasa a ser el Thain. Este mismo año el Rey Elessar convierte al alcalde de La Comarca, al Señor de los Gamos y al Thain en Consejeros del Reino Septentrional.

- En el año 15 C. E., el Rey Elessar y la Reina Arwen se encuentran con sus amigos en el Puente del Brandivino, ocasión en la que concede a Sam la Estrella de los Dúnedain, ese mismo año muere Glóin, padre de Gimli.

- En el año 31 C. E., el rey Elessar regala a La Comarca la Frontera del Oeste (desde Lomas Lejanas hasta las Colinas de las Torres), por lo que muchos Hobbits se establecen allí.

- En el año 48 C. E. Sam es designado alcalde por sexta y última vez, cargo que ocupa hasta el año 55, con 96 años de edad.

- En el año 60 C. E. muere Rosa, la esposa de Sam, por lo que este se dirige a las Colinas de las Torres donde ve a su hija Elanor por última vez y le entrega el Libro Rojo que queda en manos de los Belinfantes de las Torres, sus descendientes. Después de despedirse de su hija, Sam partió a los Puertos Grises, desde donde se dice que partió rumbo a las Tierras Imperecederas, como último de los Portadores del Anillo. Dos años más tarde Merry y Pippin abandonaron también la Comarca, dirigiéndose primero a Edoras donde Merry estuvo con el rey Éomer (quien lo había convocado) hasta el momento de su muerte. Después se marcharon a Gondor, a vivir los últimos años de sus vidas. Fueron sepultados en Rath Dínen, junto a los grandes de Gondor.

- Bajo el reinado del Rey Elessar, hubo un largo tiempo de paz en la Tierra Media, hasta que el Señor de Rhûn volvió a declarar la guerra a Gondor. Después de muchos años de duras batallas, las fronteras de Gondor avanzaron y el reino llegó a ocupar las tierras del este y el puerto de Umbar.

- El 1 de marzo del año 120 C. E., el rey Elessar eligió morir, como lo hacían los Reyes de antaño, y fue sucedido en el trono por su hijo Eldarion. Entonces Legolas fabricó un barco gris en Ithilien y, junto con su amigo Gimli, navegó por el Anduin hasta llegar al mar. Con la partida de este navío, la Comunidad del Anillo llegó a su fin. Arwen se marchó a Lothlórien, y encontró el Destino de los Hombres en el año 121, en la colina de Cerin Amroth.

- Se menciona, además, que un tal Barahir, nieto del Senescal Faramir, terminó de escribir la Historia de Aragorn y Arwen poco después de la muerte del rey.

## Edades tardías
Tolkien dijo que pensaba que el tiempo entre el final de la Tercera Edad y el siglo XX d. C. fue alrededor de 6.000 años, y que en el año 1958 debería haber sido a finales de la Quinta Edad del Sol, si la Cuarta y Quinta Edades hubieran tenido aproximadamente la misma duración que la Segunda y la Tercera Edad. Dijo, sin embargo, en una carta escrita en 1958 que creía que esta edad había acelerado y que se acerca el final de la Sexta Edad y principios de la Séptima.

## Especulaciones relativas a edades más avanzadas
Tolkien describió originalmente la Tierra Media como una historia de ficción temprana de la Tierra real que más tarde ajustó ligeramente a la que describe como un tiempo mítico en la historia de la Tierra. Esta "mítica" distinción sirve para eliminar las historias de la Tierra Media de cualquier período de tiempo específico en que pueden ser contrarias a los detalles conocidos de la historia real.
La determinación de la época de la Quinta Edad es importante para aquellos que soliciten el calendario de Tolkien a las fechas actuales. Por ejemplo, el número 42 del Mallorn, la revista de la Sociedad Tolkien (agosto de 2004), llevó a un extenso artículo el análisis de obras de Tolkien, así como sus creencias teósoficas posibles, concluyendo que los años del Sol comenzaron el 25 de marzo del 10160 AC; la Segunda Edad comenzó el 26 de diciembre de 9564 AC; la Tercera Edad empezó el 24 de diciembre del 6123 antes de Cristo, y la Cuarta Edad el 18 de marzo del 3102 antes de Cristo. En este esquema la Quinta Edad es equivalente al sistema de Anno Domini de las citas.

## Continuación
J. R. R. Tolkien comenzó en los años cincuenta un relato titulado La nueva Sombra, que se debía desarrollar en esta Edad, cien años más tarde de los hechos narrados en El Señor de los Anillos, pero que pronto abandonó. Los primeros esbozos de este relato fueron publicados por Christopher Tolkien en Los pueblos de la Tierra Media.
| Predecesor: Tercera Edad del Sol | Cuarta Edad del Sol 1 C. E. - | Sucesor: Dagor Dagorath y Fin de la historia de Arda |

- Datos: Q1631070